# Cochlacocyclops ateles
Cochlacocyclops ateles – gatunek widłonoga z rodziny Cyclopidae; jedyny przedstawiciel rodzaju Cochlacocyclops. Gatunek i rodzaj opisał w 1955 roku niemiecki zoolog Friedrich Kiefer.